# Dior Fall Sow
Dior Fall Sow (ur. 1968) – senegalska prawniczka, prokuratorka i sędzia. Jest pierwszą kobietą, która została mianowana na stanowisko prokuratora w Senegalu, powołana na to stanowisko w Saint-Louis w 1976. Jest honorowym prezesem Stowarzyszenia Kobiet Prawników. 

## Życiorys
W 1976 Dior Fall Sow została prokuratorem w Saint-Louis, co czyni ją pierwszą kobietą powołaną na prokuratora w Senegalu. Pełniła funkcję krajowej dyrektorki Nadzoru Edukacyjnego i Ochrony Socjalnej, dyrektorki ds. prawnych w Sonatel-Orange, doradczyni prawnej Międzynarodowego Trybunału Karnego w Rwandzie, prokuratorki generalnej w Court of Appeals of the Criminal Court of Justice of Rwanda oraz konsultantki dla Międzynarodowego Trybunału Karnego oraz sędzi Międzynarodowego Trybunału Montsano. 
Dior Fall Sow uczestniczyła w pracach zleconych przez UNICEF, które miały dostosować senegalskie prawo do konwencji ONZ. Dior Fall Sow kierowała wówczas zespołem, który opracował pierwszą wersję senegalskiej ustawy z 1999 roku zakazującą okaleczania żeńskich narządów płciowych. 
W latach 2001-2005 była członkiem Afrykańskiego Komitetu Ekspertów ds. Praw i Opieki nad Dzieckiem. 
Przeszła na emeryturę w 2017 roku. 

## Publikacje
- Dior Fall Sow, „Prawa dzieci w afrykańskim systemie sądowym” [tyt. oryg.: The Rights of Children in the African Judicial System], w: E. Verhellen (red.) Zrozumienie praw dziecka, Uniwersytet w Gandawie, 1996.